# Taiwan Mobile

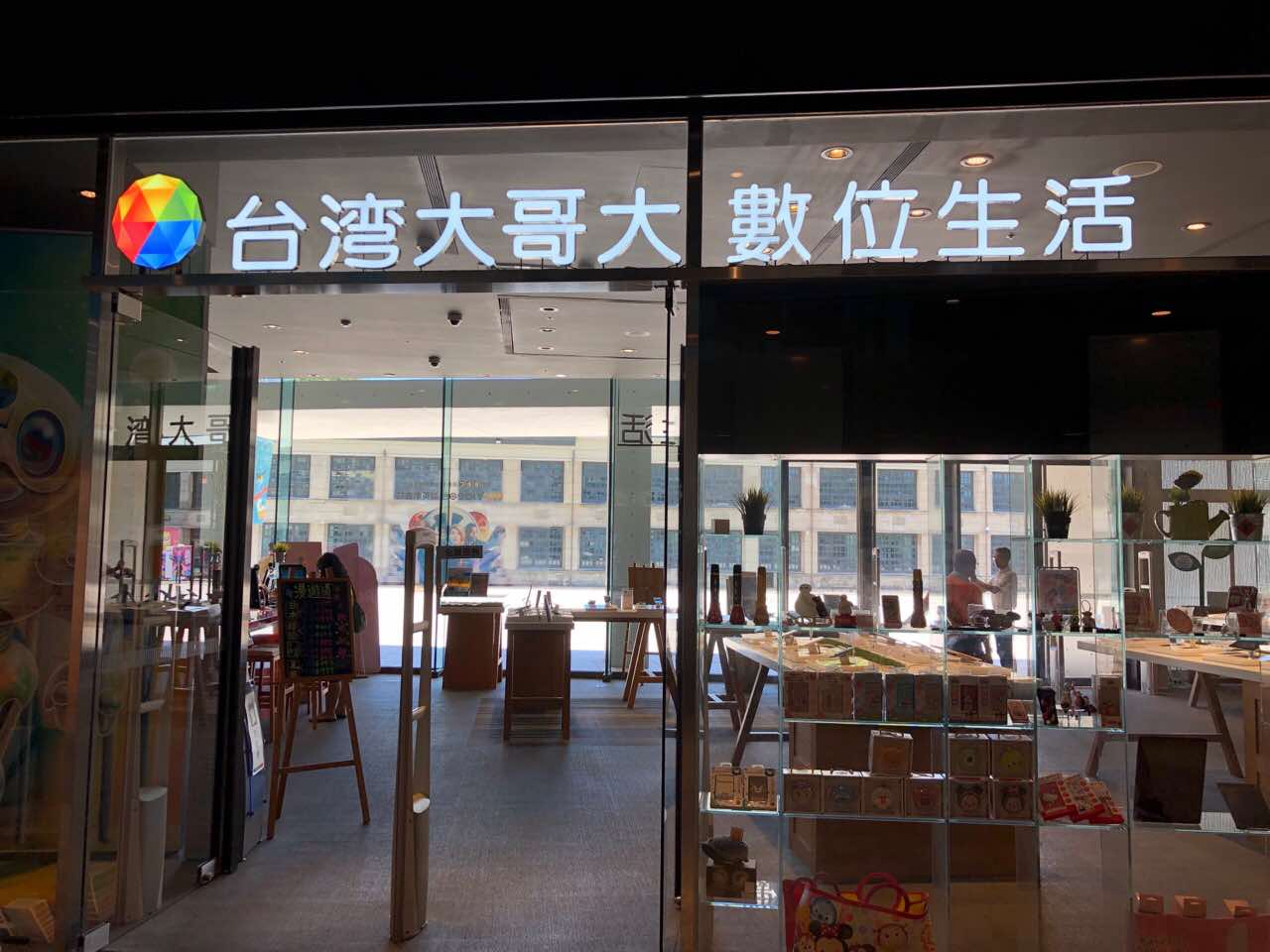

Taiwan Mobile (em chinês: 台湾大哥大; em pinyin: táiwān dà gē dà)(TWSE: 3045) é a segunda maior empresa de telecomunicações de Taiwan, atrás apenas da Chunghwa Telecom.